# Convenzione delle Nazioni Unite sul diritto del mare
Nel diritto internazionale la Convenzione delle Nazioni Unite sul diritto del mare, o UNCLOS (acronimo del nome in inglese United Nations Convention on the Law of the Sea) è un trattato internazionale che definisce i Diritti e le responsabilità degli Stati nell'utilizzo dei mari e degli oceani, definendo linee guida che regolano le trattative, l'ambiente e la gestione delle risorse naturali.
Il problema delle differenti rivendicazioni sulle acque territoriali fu sollevata alle Nazioni Unite nel 1967 da Arvid Pardo di Malta, per questo considerato il padre della Convenzione sul diritto del mare. L'UNCLOS è stata definita durante un lungo processo di negoziazione attraverso una serie di Conferenze delle Nazioni Unite cominciate nel 1973 ed è stata finalmente aperta alla firma a Montego Bay, Giamaica, il 10 dicembre 1982. È entrata in vigore il 16 novembre 1994, un anno dopo la firma della Guyana come sessantesimo Stato contraente.
Al momento, 168 Stati hanno firmato la Convenzione; la Comunità europea ha firmato e ratificato, gli Stati Uniti hanno firmato, ma il Senato americano non l'ha ancora ratificata.

## Storia
L'UNCLOS rimpiazza il vecchio concetto della libertà dei mari, risalente al XVII secolo secondo cui, in linea di massima, i diritti nazionali erano limitati a specifiche fasce di mare che si estendevano generalmente per tre miglia nautiche, secondo la regola detta dello "sparo del cannone" sviluppata dal giurista olandese Cornelis van Bynkershoek. Tutto lo spazio di mare oltre tale fascia era considerata "acque internazionali", ossia di proprietà di nessuno stato e quindi di libero accesso a ognuno di loro.
Nel ventesimo secolo alcuni Stati espressero il desiderio di estendere la loro giurisdizione nazionale specialmente per poter aumentare la possibilità di sfruttare in maniera esclusiva le risorse marine, principalmente quelle minerarie e di pesca, oltre i limiti delle tre miglia. Fra gli anni 1946 e 1950 una serie di Paesi hanno cominciato a dichiarare in ambito internazionale l'estensione delle loro acque territoriali a 12 o anche 200 miglia nautiche.
Ad oggi solo una piccolissima parte degli Stati rivieraschi del mondo continua a mantenere un limite di giurisdizione nazionale su una fascia di mare di sole tre miglia.
L'UNCLOS, fra le altre cose, definisce le acque internazionali quindi non più "terra di nessuno" ma di proprietà di tutti; di conseguenza spetta all'Assemblea delle Parti tracciare le regole per l'utilizzo o la regolamentazione delle attività.

## Le indicazioni dell'UNCLOS

Zonazione delle aree secondo il diritto internazionale marino

La Convenzione detta le regole sulle attività e introduce una serie di indicazioni specifiche di fatto trasformando in regola quanto fino ad allora era stato l'uso consuetudinario degli spazi marini. 
Gli argomenti più importanti sono: la zonazione delle aree marine, la navigazione, lo stato di arcipelago e i regimi di transito, zona economica esclusiva, giurisdizione della piattaforma continentale, attività estrattive minerarie nel fondo marino, regimi di sfruttamento, protezione dell'ambiente marino, ricerca scientifica e soluzione di dispute.
La Convenzione pone i limiti delle varie aree marine identificate, misurate in maniera chiara e definita a partire dalla cosiddetta linea di base. La linea di base, detta così in quanto base di partenza per la definizione delle acque interne e delle acque internazionali, si definisce una linea spezzata che unisce i punti notevoli della costa, mantenendosi generalmente in acque basse, ma laddove la costa sia particolarmente frastagliata o in casi in cui delle isole sono molto vicine alla costa, la linea di base può tagliare e comprendere ampi tratti di mare.
Le aree identificate dall'UNCLOS sono le seguenti:
Acque interneossia lo spazio di mare all'interno della linea di base. In quest'area vigono in maniera vincolante le leggi dello Stato costiero che regola l'uso delle risorse e il passaggio delle navi.
Acque territorialiche comprende lo spazio di mare compreso dalla linea di base alle 12 miglia nautiche. In quest'area vigono comunque le leggi dello Stato costiero ma all'interno delle acque territoriali esiste il diritto di ogni imbarcazione al cosiddetto passaggio inoffensivo. Il passaggio inoffensivo è definito come l'attraversamento di aree marine in modo continuo e spedito che non pregiudichi la pace, il buon ordine e la sicurezza dello Stato costiero. La pesca, lo scarico di rifiuti, le attività armate e lo spionaggio non sono considerate azioni inoffensive; sottomarini e sommergibili devono inoltre navigare in emersione mostrando la bandiera.
ArcipelaghiLe acque interne degli Stati comprendenti arcipelaghi sono identificate tracciando una linea di base che unisce i punti più esterni delle isole più esterne, qualora questi punti siano ragionevolmente vicini fra loro.
Zona contiguaLa zona contigua si estende dal mare territoriale non oltre le 24 miglia nautiche dalla linea di base. In quest'area lo Stato costiero può sia punire le violazioni commesse all'interno del proprio territorio o mare territoriale sia prevenire le violazioni alle proprie leggi o regolamenti in materia doganale, fiscale, sanitario e di immigrazione. Ciò rende la zona contigua una hot pursuit area.
Zona economica esclusivaAnche nota con l'acronimo ZEE, è l'area di mare che si estende per 200 miglia nautiche dalla linea di base in cui lo Stato costiero può esercitare il diritto di sfruttamento esclusivo delle risorse naturali. Tale principio nasce per dare un freno allo sfruttamento indiscriminato della pesca anche se, con le nuove tecnologie che consentono di perforare alla ricerca di petrolio in acque molto profonde, è stata recentemente utilizzata anche per lo sfruttamento estrattivo minerario esclusivo.
Piattaforma continentaleLa piattaforma continentale è considerata come il naturale prolungamento del territorio di uno Stato, il quale può quindi sfruttarne le risorse minerarie o comunque non-viventi in maniera esclusiva. La piattaforma continentale può superare le 200 miglia nautiche ma non eccedere le 350, o può essere calcolata misurando 100 miglia nautiche dall'isobata dei 2.500 metri.